# Luisito Pié
Luisito Pié, född den 4 mars 1994 i Bayaguana, är en dominikansk taekwondoutövare. Hans bror, Bernardo Pié, är också en taekwondoutövare.
Pié tog OS-brons i flugviktsklassen i samband med de olympiska taekwondotävlingarna 2016 i Rio de Janeiro..